# Hiroya Matsumoto
Hiroya Matsumoto (松本 大弥 Matsumoto Hiroya?), född 10 augusti 2000 i Tokyo prefektur, är en japansk fotbollsspelare.
Matsumoto började sin karriär 2019 i Sanfrecce Hiroshima.